# Elite League na żużlu (2007)
Elite League 2007 – 11. sezon brytyjskiej Elite League w sporcie żużlowym. Sezon rozpoczął się 19 marca 2007 a zakończył się 13 września 2007. Tytułu bronił zespół Peterborough Panthers.

## Zespoły
W kolejności z sezonu 2006:
1. Peterborough Panthers
2. Reading Bulldogs
3. Swindon Robins
4. Coventry Bees
5. Belle Vue Aces
6. Wolverhampton Wolves
7. Poole Pirates
8. Ipswich Witches
9. Eastbourne Eagles
10. Oxford Cheetahs
11. Lakeside Hammers

## Sezon zasadniczy

### Tabela
Po rundzie zasadniczej
| Msc | Drużyna                  | M. | Z. | R. | P. | Pkt | Bon | Razem | +/–  |
| --- | ------------------------ | -- | -- | -- | -- | --- | --- | ----- | ---- |
| 1   | Coventry Bees            | 36 | 28 | 1  | 7  | 57  | 16  | 73    | +356 |
| 2   | Swindon Robins           | 36 | 26 | 1  | 9  | 53  | 14  | 67    | +402 |
| 3   | Peterborough Panthers    | 36 | 25 | 1  | 10 | 51  | 12  | 63    | +256 |
| 4   | Poole Pirates            | 36 | 22 | 1  | 13 | 45  | 13  | 58    | +247 |
| 5   | The Lakeside Hammers (M) | 36 | 16 | 2  | 18 | 34  | 8   | 42    | –85  |
| 6   | Wolverhampton Wolves     | 36 | 16 | 1  | 19 | 33  | 8   | 41    | –83  |
| 7   | Eastbourne Eagles        | 36 | 12 | 2  | 22 | 26  | 7   | 33    | –52  |
| 8   | Reading Bulldogs         | 36 | 11 | 1  | 24 | 23  | 3   | 26    | –282 |
| 9   | Ipswich Witches          | 36 | 9  | 2  | 25 | 20  | 5   | 25    | –345 |
| 10  | Belle Vue Aces           | 36 | 9  | 0  | 27 | 18  | 4   | 22    | –414 |

M. – liczba meczów, Z. – liczba zwycięstw, R. – liczba remisów, P. – liczba porażek,
Pkt. – liczba punktów, Bon. – liczba bonusów, Razem – suma Pkt. i Bon.,
+/– – różnica między zdobytymi i straconymi punktami biegowymi.

### Play-off

#### Półfinały Play-off
Coventry – Poole 55:38
Swindon – Peterborough 50:42

#### Finał Play-Off
Swindon – Coventry 49:43 i 34:59

### Klasyfikacja końcowa
1. Coventry Bees
2. Swindon Robins
3. Peterborough Panthers
4. Poole Pirates
5. The Lakeside Hammers
6. Wolverhampton Wolves
7. Eastbourne Eagles
8. Reading Bulldogs
9. Ipswich Witches
10. Belle Vue Aces

### Terminarz

#### Marzec
| Data     | Gospodarz            | Wynik | Gość                  | Uwagi |
| -------- | -------------------- | ----- | --------------------- | ----- |
| 19 marca | Reading Bulldogs     | 56:37 | Peterborough Panters  |       |
| 20 marca | Peterborough Panters | 52:40 | Reading Bulldogs      |       |
| 22 marca | Ipswich Witches      | 43:47 | Reading Bulldogs      |       |
| 22 marca | Swindon Robins       | 58:34 | Wolverhampton Wolves  |       |
| 23 marca | Lakeside Hammers     | 58:34 | Belle Vue Aces        |       |
| 23 marca | Coventry Bees        | 50:40 | Eastbourne Eagles     |       |
| 23 marca | Oxford Cheetahs      | 43:46 | Peterborough Panthers |       |
| 23 marca | Reading Bulldogs     | 49:41 | Wolverhampton Wolves  |       |
| 24 marca | Eastbourne Eagles    | 43:50 | Coventry Bees         |       |
| 26 marca | Belle Vue Aces       | 52:38 | Poole Pirates         |       |
| 26 marca | Wolverhampton Wolves | 51:42 | Swindon Robins        |       |
| 28 marca | Poole Pirates        | 58:34 | Ipswich Witches       |       |
| 29 marca | Swindon Robins       | 63:29 | The Lakeside Hammers  |       |
| 30 marca | Coventry Bees        | 46:44 | Poole Pirates         |       |
| 30 marca | Oxford Cheetahs      | 53:37 | Belle Vue Aces        |       |
| 31 marca | Eastbourne Eagles    | 55:38 | Reading Bulldogs      |       |

#### Kwiecień
| Data        | Gospodarz             | Wynik | Gość                 | Uwagi                  |
| ----------- | --------------------- | ----- | -------------------- | ---------------------- |
| 2 kwietnia  | Belle Vue Aces        | 50:43 | Eastbourne Eagles    |                        |
| 2 kwietnia  | Oxford Cheetahs       | 28:64 | Coventry Bees        |                        |
| 2 kwietnia  | Wolverhampton Wolves  | 49:44 | The Lakeside Hammers |                        |
| 5 kwietnia  | Swindon Robins        | 46:44 | Poole Pirates        |                        |
| 6 kwietnia  | Poole Pirates         | 52:36 | Eastbourne Eagles    | początek o godz. 12:00 |
| 6 kwietnia  | Oxford Cheetahs       | 40:50 | Reading Bulldogs     | początek o godz. 13:00 |
| 6 kwietnia  | Peterborough Panters  | 58-35 | Swindon Robins       | początek o godz. 15:00 |
| 6 kwietnia  | Ipswich Witches       | 44:44 | The Lakeside Hammers | początek o godz. 15:15 |
| 6 kwietnia  | Belle Vue Aces        | 42:48 | Wolverhampton Wolves | początek o godz. 20:30 |
| 6 kwietnia  | Eastbourne Eagles     | 49:41 | Poole Pirates        | początek o godz. 20:30 |
| 6 kwietnia  | The Lakeside Hammers  | 60:33 | Ipswich Witches      | początek o godz. 21:00 |
| 6 kwietnia  | Coventry Bees         | 50:40 | Peterborough Panters | początek o godz. 21:00 |
| 6 kwietnia  | Reading Bulldogs      | 54:36 | Oxford Cheetahs      | początek o godz. 21:00 |
| 8 kwietnia  | Reading Bulldogs      | 39:54 | Swindon Robins       | godz. 13:30            |
| 8 kwietnia  | Swindon Robins        | 65:28 | Reading Bulldogs     | godz. 19:00            |
| 9 kwietnia  | Coventry Bees         | 65:28 | Oxford Cheetahs      |                        |
| 9 kwietnia  | Wolverhampton Wolves  | 54:39 | Belle Vue Aces       |                        |
| 11 kwietnia | Poole Pirates         |       | Oxford Cheetahs      |                        |
| 12 kwietnia | Peterborough Panters  |       | Eastbourne Eagles    |                        |
| 12 kwietnia | Swindon Robins        |       | Belle Vue Aces       |                        |
| 13 kwietnia | Coventry Bees         |       | The Lakeside Hammers |                        |
| 14 kwietnia | Eastbourne Eagles     |       | Wolverhampton Wolves |                        |
| 16 kwietnia | The Lakeside Hammers  |       | Poole Pirates        |                        |
| 16 kwietnia | Belle Vue Aces        |       | Coventry Bees        |                        |
| 18 kwietnia | Poole Pirates         |       | Reading Bulldogs     |                        |
| 19 kwietnia | Ipswich Witches       |       | Poole Pirates        |                        |
| 19 kwietnia | Peterborough Panters  |       | The Lakeside Hammers |                        |
| 19 kwietnia | Swindon Robins        |       | Coventry Bees        |                        |
| 20 kwietnia | The Lakeside Hammers  |       | Peterborough Panters |                        |
| 20 kwietnia | Coventry Bees         |       | Belle Vue Aces       |                        |
| 20 kwietnia | Oxford Cheetahs       |       | Poole Pirates        |                        |
| 20 kwietnia | Reading Bulldogs      |       | Ipswich Witches      |                        |
| 21 kwietnia | Eastbourne Eagles     |       | Swindon Robins       |                        |
| 23 kwietnia | Belle Vue Aces        |       | Swindon Robins       |                        |
| 23 kwietnia | Poole Pirates         |       | Coventry Bees        |                        |
| 23 kwietnia | Reading Bulldogs      |       | The Lakeside Hammers |                        |
| 23 kwietnia | Wolverhampton Wolves  |       | Peterborough Panters |                        |
| 26 kwietnia | Ipswich Witches       |       | Wolverhampton Wolves |                        |
| 26 kwietnia | Swindon Robins        |       | Eastbourne Eagles    |                        |
| 27 kwietnia | The Lakeside Hammers  |       | Oxford Cheetahs      |                        |
| 30 kwietnia | Swindon Robins        |       | Peterborough Panters |                        |
| 30 kwietnia | Wolverhampton Wolves  |       | Ipswich Witches      |                        |
| 22 marca    | Peterborough Panthers |       | Oxford Cheetahs      | zaległy z 22 marca     |
| 29 marca    | Ipswich Witches       |       | Coventry Bees        | zaległy z 29 marca     |
| 29 marca    | Peterborough Panters  |       | Poole Pirates        | zaległy z 29 marca     |
| 30 marca    | The Lakeside Hammers  |       | Swindon Robins       | zalełgy z 30 marca     |
| 30 marca    | Reading Bulldogs      |       | Eastbourne Eagles    | zalełgy z 30 marca     |

## Mistrzostwa Par Elite League
- 7 kwietnia 2007 – King’s Lynn
- NCD: Greg Hancock (Reading Bulldogs) – 59,4 s

### Zasady
W finale Mistrzostw Par Elite League startuje dziesięć zespołów Elite League (bez Belle Vue Aces). Drużyny są podzielone na dwie grupy po pięć par. W każdej grupie pary ścigają się z każdą po jednym razie. Do półfinałów awansują po dwie pary. Do finału – zwycięzcy biegów półfinałowych. Zwycięzca biegu otrzymuje 4 punkty, drugi 3, trzeci 2, natomiast ostatni zawodnik pozostaje bez punktu. W biegach finałowych w przypadku tradycyjnego 3:3 w tym turnieju zwycięsko (5:4) wychodziła para, której zawodnicy przyjeżdżali na drugiej i trzeciej pozycji.

### Wyniki
| Grupa A 1. Reading Bulldogs – 22 pkt. 2. : 7. Greg Hancock (4,3,2,4) 13 3. : 8. Travis McGowan (2,4,3,0) 9 4. Poole Pirates – 21 pkt. 5. : 5. Jason Crump (3,2,4,4) 13 6. : 6. Bjarne Pedersen (d,3,2,3) 8 7. Coventry Bees – 21 pkt. 8. : 3. Scott Nicholls (2,3,3,3) 11 9. : 4. Rory Schlein (4,4,0,2) 10 10. Eastbourne Eagles – 18 pkt. 11. : 1. Nicki Pedersen (3,4,4,4) 15 12. : 2. Lewis Bridger (0,0,0,3) 3 13. Ipswich Witches – 8 pkt. 14. : 9. Chris Louis (0,2,0,d) 2 15. : 10. Kim Jansson (2,0,2,2) 6 Bieg po biegu: 1. (59.5) Schlein, N. Pedersen, Nicholls, Bridger 2. (59.4) Hancock, Crump, McGowan, B. Pedersen (d) 3. (60.3) Schlein, Nicholls, Jansson, Louis 4. (60.1) N. Pedersen, B. Pedersen, Crump, Bridger 5. (61.3) McGowan, Hancock, Louis, Jansson 6. (60.1) Crump, Nicholls, B. Pedersen, Schlein 7. (60.7) N. Pedersen, McGowan, Hancock, Bridger 8. (60.7) Crump, B. Pedersen, Jansson, Louis 9. (61.2) Hancock, Nicholls, Schlein, McGowan 10. (61.8) N. Pedersen, Bridger, Jansson, Louis (d) | Grupa B 1. Peterborough Panthers – 24 pkt. 2. : 17. Hans Niklas Andersen (4,4,4,4) 16 3. : 18. Niels Kristian Iversen (3,0,3,2) 8 4. Swindon Robins – 23 pkt. 5. : 19. Leigh Adams (3,3,4,4) 14 6. : 20. Sebastian Ułamek (2,2,2,3) 9 7. Lakeside Hammers – 19 pkt. 8. : 13. Joonas Kylmakorpi (3,0,2,0) 5 9. : 14. Adam Shields (4,4,3,3) 14 10. Wolverhampton Wolves – 12 pkt. 11. : 11. Peter Karlsson (0,4,2,2) 8 12. : 12. Billy Hamill (2,2,d,0) 4 13. Oxford Cheetahs – 12 pkt. 14. : 15. Jesper B. Jensen (2,3,4,3) 12 15. : 16. Freddie Eriksson (0,0,0,0) 0 Bieg po biegu: 1. (60.2) Shields, Kylmakorpi, Hamill, Karlsson 2. (60.0) Andersen, Iversen, Jensen, Eriksson 3. (60.3) Shields, Adams, Ułamek, Kylmakorpi 4. (61.7) Karlsson, Jensen, Hamill, Eriksson 5. (60.8) Andersen, Adams, Ułamek, Iversen 6. (61.5) Jensen, Shields, Kylmakorpi, Eriksson 7. (61.7) Andersen, Iversen, Karlsson, Hamill (d) 8. (61.6) Adams, Jensen, Ułamek, Eriksson 9. (62.1) Andersen, Shields, Iversen, Kylmakorpi 10. (61.6) Adams, Ułamek, Karlsson, Hamill |
| Półfinały: 1. (61.4) McGowan, Adams, Hancock, Ułamek 2. (61.1) Crump, Iversen, B. Pedersen, Andersen | Wyścig o III miejsce: (61.3) Adams, Iversen, Andersen, Ułamek Finał: (62.6) Crump, Hancock, B. Pedersen, McGowan |

### Kolejność
1. Poole Pirates – 21 pkt.
2. : 5. Jason Crump (3,2,4,4)(4,4) 13+8
3. : 6. Bjarne Pedersen (d,3,2,3)(2,2) 8+4
4. Reading Bulldogs – 22 pkt.
5. : 7. Greg Hancock (4,3,2,4)(2,3) 13+5
6. : 8. Travis McGowan (2,4,3,0)(4,0) 9+4
7. Swindon Robins – 23 pkt.
8. : 19. Leigh Adams (3,3,4,4)(3,4) 14+7
9. : 20. Sebastian Ułamek (2,2,2,3)(0,0) 9+0
10. Peterborough Panthers – 24 pkt.
11. : 17. Hans Niklas Andersen (4,4,4,4)(0,2) 16+2
12. : 18. Niels Kristian Iversen (3,0,3,2)(3,3) 8+6